# Giro di Lombardia 2005
Il Giro di Lombardia 2005, novantanovesima edizione della "classica delle foglie morte", valevole come ultima prova del circuito UCI ProTour, si disputò il 15 ottobre 2005 per un percorso di 242 km. Fu vinto dall'italiano Paolo Bettini, che concluse la corsa in 5h56'22".

## Percorso
L'edizione 2005, come la precedente, partì dalla svizzera Mendrisio ed entrò in territorio italiano dal valico di Bizzarone. Passando da Olgiate Comasco, il percorso affrontava per la prima volta la salita di San Fermo della Battaglia, per poi costeggiare il Lago di Como, risalire attraversando la Val d'Intelvi, lambire il lago di Lugano e tornare sul Lario a Menaggio. Da qui raggiungeva il punto più settentrionale del lago e passando per Sorico, scendeva lungo la costa più orientale per entrare in Valsassina e affrontare la salita di Taceno. Scesi a Lecco, i corridori risalivano verso Bellagio, affrontavano la salita verso la Madonna del Ghisallo e tornavano nella città di Como passando per Asso, Canzo, Erba e Civiglio. A pochi chilometri dal traguardo il percorso affrontava nuovamente la salita di San Fermo, trampolino di lancio per la vittoria finale.

## Squadre e corridori partecipanti
Presero parte alla prova le venti squadre con licenza UCI ProTeam. Ammessa tramite l'assegnazione di wild-card furono Acqua & Sapone-Adria Mobil, Ceramica Panaria-Navigare, Naturino-Sapore di Mare, LPR-Piacenza e Tenax-Nobili Rubinetterie.
| N.      | Cod. | Squadra                          |
| ------- | ---- | -------------------------------- |
| 1-8     | LAM  | Lampre-Caffita                   |
| 11-18   | A&S  | Acqua & Sapone-Adria Mobil       |
| 21-28   | BTL  | Bouygues Télécom                 |
| 31-38   | PAN  | Ceramica Panaria-Navigare        |
| 41-48   | COF  | Cofidis, le Crédit par Téléphone |
| 51-58   | C.A  | Crédit Agricole                  |
| 61-68   | DVL  | Davitamon-Lotto                  |
| 71-78   | DSC  | Discovery Channel                |
| 81-88   | SDM  | Domina Vacanze                   |
| 91-98   | EUS  | Euskaltel-Euskadi                |
| 101-108 | FAS  | Fassa Bortolo                    |
| 111-118 | FDJ  | La Française des Jeux            |
| 121-128 | GST  | Gerolsteiner                     |

| N.      | Cod. | Squadra                        |
| ------- | ---- | ------------------------------ |
| 131-138 | IBA  | Illes Balears-Caisse d'Epargne |
| 141-148 | LSW  | Liberty Seguros-Würth          |
| 151-158 | LIQ  | Liquigas-Bianchi               |
| 161-168 | NSM  | Naturino-Sapore di Mare        |
| 171-178 | PHO  | Phonak Hearing Systems         |
| 181-188 | QST  | Quick Step-Innergetic          |
| 191-198 | RAB  | Rabobank                       |
| 201-208 | SDV  | Saunier Duval-Prodir           |
| 211-218 | CSC  | Team CSC                       |
| 221-228 | LPR  | LPR-Piacenza                   |
| 231-238 | TEN  | Tenax-Nobili Rubinetterie      |
| 241-248 | TMO  | T-Mobile Team                  |

## Resoconto degli eventi
I primi attacchi giunsero già nei primi trena chilometri, prima con Francesco Bellotti (Crédit Agricole), Danilo Di Luca (Liquigas-Bianchi) e Juan Miguel Mercado (Quick Step), ma la presenza del leader del ProTour annullò di fatto il tentativo, poi con lo stesso Di Luca con Eric Leblacher (Credit Agricole), Mario Aerts (Davitamon-Lotto), José Vicente García (Illes Balears) e Allan Davis (Liberty Seguros). Anche questo tentativo non ebbe buon fine e fu riassorbito prima del km 38. Dopo soli 3 km una dozzina di corridori riuscì ad uscire dal gruppo e guadagnare tre minuti dopo 66 km dalla partenza - il gruppo dei fuggitivi era composto da Giovanni Visconti (Domina Vacanze), Marcus Zberg (Gerolsteiner), García (Illes Balears), Carlos Barredo e Davis (Liberty Seguros), Devis Miorin (Liquigas-Bianchi), Valerio Agnoli (Naturino), Davide Bramati (Quick Step), Bram de Groot (Rabobank), Constantino Zaballa (Saunier Duval), Ivan De Gasperi (LPR) e Sascha Urweider (Phonak).
Il gruppo principale non lasciò strada ai fuggitivi e dopo 104 km il vantaggio era di soli 5'15". LA CSC lanciò l'inseguimento quando il percorso lasciò il lago di Como per salire verso Taceno (km 145) e il Colle di Balisio (km 162). A Taceno il distacco era già sceso a 2 minuti e dai fuggitivi si staccò Urweider che proseguì in testa alla corsa da solo. La CSC continuò il lavoro, per cercare di riassorbire la fuga prima di affrontare la decisiva salita verso la Madonna del Ghisallo, ma Danilo Di Luca attaccò da solo al km 152, distanziando il gruppetto di 20 secondi. Raggiunse Urweider e insieme proseguirono fino al km 164, ma la fuga venne annullata all'inizio della salita del Ghisallo.
Sulle prime rampe, Bettini scattò deciso per raggiungere i fuggitivi e solo dieci corridori riuscirono a stargli a ruota, Gilberto Simoni (Lampre-Caffita), Fränk Schleck e Carlos Sastre (CSC) e Giampaolo Caruso (Liberty), inseguiti da Emanuele Sella e Luca Mazzanti (Panaria), Leonardo Bertagnolli (Cofidis), Davide Rebellin (Gerolsteiner), Damiano Cunego (Lampre-Caffita) e José Iván Gutiérrez (Illes Balears). Sulla cima, con 44 km ancora da percorrere, il gruppetto di Bettini aveva circa mezzo minuto sui diretti inseguitori, ma riuscirono ad incrementare il vantaggio lungo la discesa portandolo a un minuto a 23 km dal traguardo. Il secondo gruppetto fu ripreso dal gruppo e davanti rimasero solo Bettini, Simoni, Schleck, Sastre e Caruso.
Sulla penultima salita di Civiglio, allungarono Bettini e Simoni staccando gli altri tre, con Schleck che riuscì a rientrare lungo la discesa e Caruso prima dell'ultima salita verso San Fermo di Battaglia, a 10 km dal traguardo. Lo scontro tra Bettini e Simoni proseguì sulle rampe verso San Fermo, con il primo che riuscì a guadagnare un vantaggio di 70 metri, ma Simoni e Schleck riuscirono a chiudere. All'altezza dell'ultimo chilometro rientrò Caruso, che subito cercò di attaccare ma Bettini gli si portò a ruota prontamente. Negli ultimi 300 metri furono lo stesso Bettini con Simoni e Schleck a giocarsi la vittoria, ma il primo si dimostrò nettamente superiore e gli altri due non riuscirono a contrastarlo.

## Ordine d'arrivo (Top 10)
| Pos. | Corridore            | Squadra      | Tempo    |
| ---- | -------------------- | ------------ | -------- |
| 1    | Paolo Bettini        | Quick Step   | 5h56'22" |
| 2    | Gilberto Simoni      | Lampre       | s.t.     |
| 3    | Fränk Schleck        | Team CSC     | s.t.     |
| 4    | Giampaolo Caruso     | Liberty Seg. | a 4"     |
| 5    | Davide Rebellin      | Gerolsteiner | a 54"    |
| 6    | Fabian Wegmann       | Gerolsteiner | s.t.     |
| 7    | Gorazd Štangelj      | Lampre       | s.t.     |
| 8    | Martin Elmiger       | Phonak       | s.t.     |
| 9    | Massimiliano Gentili | Naturino     | s.t.     |
| 10   | Santo Anzà           | Acqua & Sap. | s.t.     |

## Punteggi UCI
| Pos. | Corridore        | Squadra      | Punti |
| ---- | ---------------- | ------------ | ----- |
| 1    | Paolo Bettini    | Quick Step   | 50    |
| 2    | Gilberto Simoni  | Lampre       | 40    |
| 3    | Fränk Schleck    | Team CSC     | 35    |
| 4    | Giampaolo Caruso | Liberty Seg. | 30    |
| 5    | Davide Rebellin  | Gerolsteiner | 25    |
| 6    | Fabian Wegmann   | Gerolsteiner | 20    |
| 7    | Gorazd Štangelj  | Lampre       | 15    |
| 8    | Martin Elmiger   | Phonak       | 10    |